# Cley next the Sea

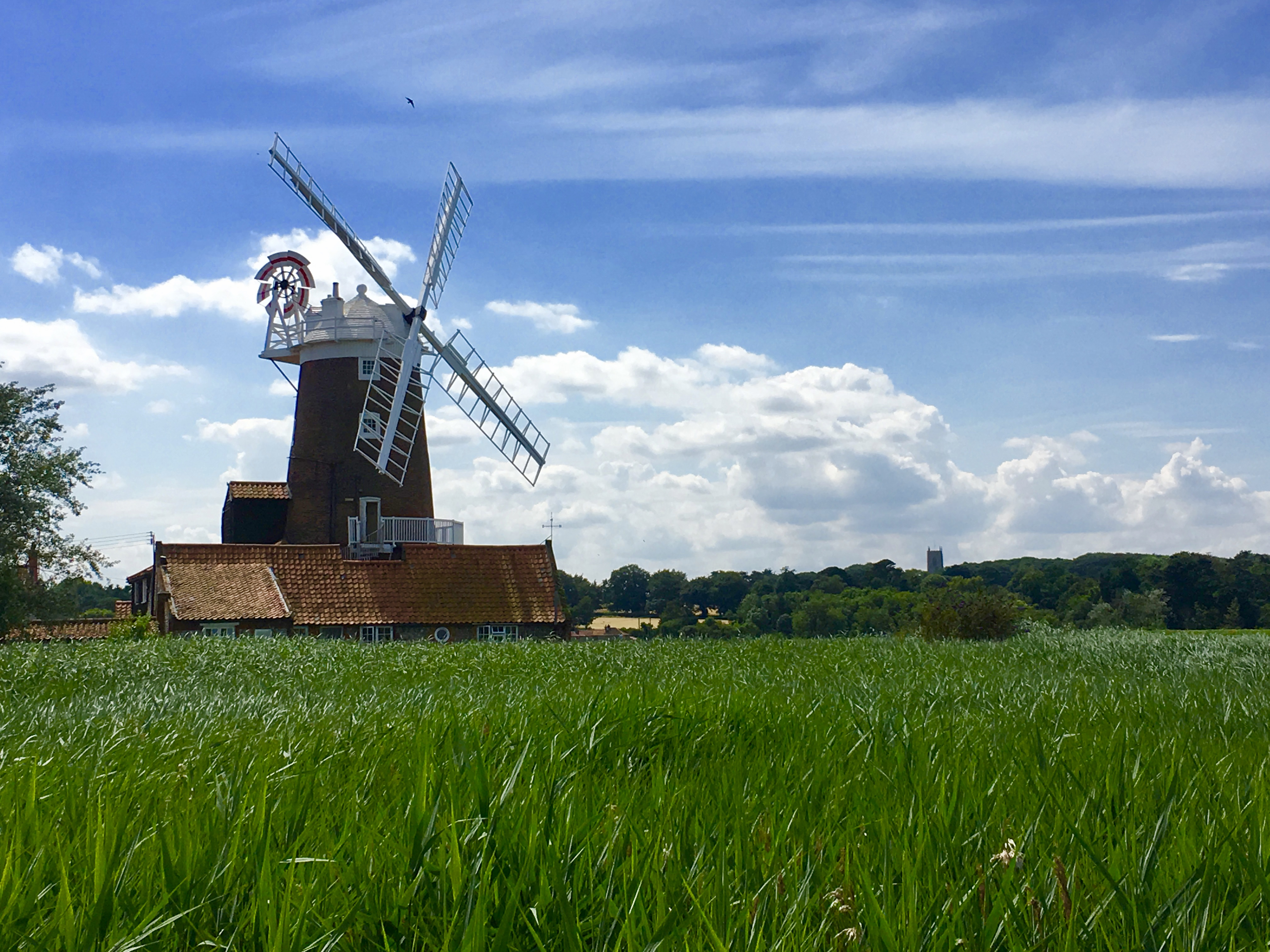
Cley next the Sea: il Cley Mill

Cley next the Sea è un villaggio di circa 400 abitanti dell'Inghilterra orientale, facente parte della contea del Norfolk e del distretto del North Norfolk e situato in prossimità della costa che si affaccia sul Mare del Nord e lungo il corso del fiume Glaven, all'interno dell'area protetta nota come Norfolk Coast AONB.

## Geografia fisica
Cley next the Sea si trova a circa metà strada tra Blakeney e Salthouse (rispettivamente ad est della prima e ad ovest della seconda) e a pochi chilometri a nord di Wiveton e Newgate.

## Monumenti e luoghi d'interesse

### Chiesa di Santa Margherita di Antiochia
Principale edificio religioso di Cley next the Sea è la chiesa di Santa Margherita di Antiochia, risalente agli inizi del XIV secolo.
|  |

### Cley Mill
Altro edificio d'interesse è il Cley Mill, un mulino a vento costruito probabilmente da William Fasthing nel 1819.
|  |

## Società

### Evoluzione demografica
Al censimento del 2011, la parrocchia civile di Cley next the Sea contava una popolazione pari a 437 abitanit.